# سلیم محرزی
سلیم محرزی (انگلیسی: Slim Mehrizi؛ زادهٔ ۱۸ ژانویهٔ ۱۹۶۱) بازیکن والیبال اهل تونس بود.